# Grube Neeb
Die Grube Neeb ist eine ehemalige Braunkohlegrube des Bensberger Erzreviers in Bergisch Gladbach. Das Gelände gehört zum Stadtteil Gronau.

## Geschichte
Je zu einem Drittel beantragten Franz Hagen, Carl August Koch und Heinrich Neeb am 5. April 1849 eine Mutung auf Braunkohle für das Grubenfeld Neeb. Dies bescheinigte man ihnen mit Mutschein vom 5. November 1849. Nach der Feldesbesichtigung vom 20. Februar 1850 erhielten sie am 13. November 1858 die Verleihung des Grubenfeldes „in dem Schlüchtern“ als Braunkohlenlager. Es folgten Fristungen, die ab 2. Dezember 1862 auf unbestimmte Zeit genehmigt wurden.

## Betrieb
Das erbohrte Braunkohlenflöz hatte eine Mächtigkeit von etwa zwölf Metern mit einer Überdeckung von etwa acht Metern, die aus gelbem Sand, Treibsand, Kies, Letten und Schwefelkies bestand. Man kann davon ausgehen, dass es nicht zur Förderung der Braunkohle gekommen ist. Auch der Hinweis, dass nach dem Ersten Weltkrieg beim Oberbergamt nach Aufzeichnungen über die Lage der Bohrlöcher angefragt worden ist, wird keine Förderung zur Folge gehabt haben. Jedenfalls liegen keine Informationen über Betriebstätigkeiten vor.

## Lage und Relikte
Das Grubenfeld Neeb erstreckte sich westlich des Gronauer Friedhofs bis nach Gierath in dem Waldstück, das der einheimischen Bevölkerung auch als „Dännekamp“ geläufig ist. 